# Маколи (остров)
Маколи (англ. Macauley Island) — необитаемый вулканический остров на юго-западе Тихого океана, принадлежащий к островной дуге Кермадек. Маколи расположен примерно на половине пути между Северным островом Новой Зеландии и островами Тонга. Геологический состав: базальты, пикробазальты, липариты.

## География
Остров Маколи является вторым по величине, после Рауля, островом архипелага Кермадек. Его площадь, вместе с близлежащим островом Хазард, составляет 3,06 км². Маколи имеет простую топографию, представляя собой остров с открытой плоской вершиной, называемой Плато, с несколькими глубокими каньонами, врезанными в мягкую горную породу. Высочайшая точка Маколи — вершина Хазард, высотой 238 метров, которая является частью обода кальдеры, центр которой находится в 8 км к северо-западу от Маколи, на вершине большого подводного вулкана. Последнее извержение вулкана состоялось примерно в 4360 году до н. э. и могло достигать 6 баллов по шкале VEI.

## История
Первым европейцем, обнаружившим острова Маколи и Кертис, стал лейтенант королевского флота Великобритании Джон Уоттс на корабле «Леди Пенрин», который побывал в этом районе в 1788 году. Уоттс назвал эти острова в честь своего друга, лондонского торговца и олдермена Джорджа Маккензи Маколи, и в честь Уилльяма Кертиса, которому принадлежал корабль «Леди Пенрин».
В 1889 году на острове Маколи было создано убежище для потерпевших крушение, которое регулярно обслуживалось до 1918 года.

## Флора и фауна
Остров является местом гнездования большого количества кермадекских и чернокрылых тайфунников. К другим видам птиц, гнездящимся на Маколи, относятся серая и тёмная крачки, голуболицая олуша, краснохвостый фаэтон, клинохвостый буревестник и другие. На острове также проживает популяция кермадекских краснолобых прыгающих попугаев. Существовавшие в прошлом популяции малых крыс и коз ныне уничтожены. Маколи является частью ключевой орнитологической территории островов Кермадек, которая классифицируется организацией BirdLife International, как важное место гнездования морских птиц. Флора острова — это преимущественно осоковые и папоротники, а также сыть и гиполепис.

## Охрана природы
Изначальный лесной покров острова был сожжён, а в качестве продовольствия для потерпевших крушение на Маколи были интродуцированы козы. В конце 1960-х годов Служба дикой природы Новой Зеландии вывела коз с острова. Для защиты дикой природы Маколи был отдан в качестве заповедника в управление Департаменту охраны окружающей среды Новой Зеландии. В 2006 году Департамент использовал ядовитые приманки для выведения с острова интродуцированных крыс.